# ミロラド・ドディク
ミロラド・ドディク（セルビア語キリル文字: Милорад Додик）は、ボスニアン・セルブスとして知られるボスニア系セルビア人の政治家。現在、ボスニア・ヘルツェゴビナの構成体のスルプスカ共和国大統領を務める。またボスニア・ヘルツェゴビナ大統領評議会議長、スルプスカ共和国首相を歴任した。
ドディクは1996年の設立以来、独立社会民主同盟（SNSD）の会長を務めており、セルビア人が多数を占めるボスニア・ヘルツェゴビナのスルプスカ共和国で多くの政治的地位を占めている。ドディクは1998年から2001年と2006年から2010年までスルプスカ共和国の首相を務めた。2010年から2018年までスルプスカ共和国の大統領を務めた後、ボスニア・ヘルツェゴビナの大統領評議会にセルビア人代表として選出された。2022年以降はスルプスカ共和国の大統領に復帰している。
SNSD及びドディクは当初、改革主義的で穏健的な政治家、政党と見なされており、国家主義的で民族主義的なセルビア民主党に代わる代替政党としての役割を果たしていたものの、2000年代から現在までにかけて、SNSDは当初の改革主義的傾向を捨て、スルプスカ分離主義、ボスニアの連邦制度の否定、権威主義、セルビア民族主義、右派ポピュリズム、親セルビア及び親露派色をますます強めている。
スレブレニツァ虐殺は「捏造された神話」であると主張することに加えてドディクはボスニア虐殺が起こったことを否定し、有罪判決を受けた戦犯ラトコ・ムラディッチとラドヴァン・カラジッチを継続的に称賛してきた。

## 大統領職 (2022年-)
2023年6月19日、ボスニア・ヘルツェゴビナ憲法裁判所は、法律の合憲性審査会の「少なくともスルプスカ共和国から1人と連邦政府から3人の裁判官が出席しなければならない」という規定の条項を削除した。6月27日、スルプスカ議会はスルプスカ共和国内でのボスニア・ヘルツェゴビナ憲法裁判所およびボスニア・ヘルツェゴビナ検察庁の活動を禁止し、憲法裁判所の判決を無効化する法律を議決した。またデイトン合意の実施を監督する上級代表の布告や法令の官報掲載を禁止する法律を議決した。7月1日、クリスティアン・シュミット上級代表はスルプスカ議会が議決した2つの法令の無効を宣言したが、ドディクは法令に署名した。
8月11日、上級代表の命令に従わなかったとして、ボスニア・ヘルツェゴビナ検察庁はドディクの起訴を発表した。10月16日に初公判が開かれ、ドディクは起訴状に対する答弁を拒否し、記者団に対して「起訴状が理解できない」と述べた。
2024年2月5日より正式に裁判が始まり、2025年2月26日に裁判所はドディクに懲役1年と判決確定日から6年間の政治活動禁止の判決を下した。2月27日、スルプスカ議会はスルプスカ共和国内でのボスニア・ヘルツェゴビナ警察と司法機関の活動を禁止する法律を可決し、3月7日にドディクが署名した。8月1日に控訴裁判所もドディクに対し同様の評決を下し、選挙管理委員会がこの決定を支持したため8月6日にドディクから大統領職を剥奪した。ドディクはこれに反発し選管に控訴する意向を表明し、引き続き大統領職にとどまるとした。